# Germana de Austria-Toscana
Germana de Austria-Toscana (11 de septiembre de 1884-3 de noviembre de 1955), fue miembro de la rama Toscana de la Casa de Habsburgo-Lorena.

## Vida
Cuarta hija y octava de los diez hijos del Gran Duque Fernando IV de Toscana y de su segunda esposa, la princesa Alicia de Borbón-Parma. Cuando nació, su padre ya había sido despojado de su trono en 1860 y vivía con su familia en Austria, a veces en Lindau, pero principalmente en Salzburgo donde Germana pasó su infancia y juventud. Nunca se casó ni tuvo hijos.
Junto con sus hermanas Margarita e Inés fueron las compañeras constantes de su madre, en especial desde la muerte de su padre en 1908. Tras el final de la Primera Guerra Mundial y la monarquía austrohúngara se instalaron las cuatro en el castillo de Schwertberg en 1918 y un año después hizo una declaración de renuncia a sus derechos dinasticos con sus hermanas para poder seguir residiendo en Austria. Permanecieron junto a su madre hasta la muerte de está en 1935, tras lo cual vivieron solas en el castillo, aunque pasaban largas temporadas junto a sus sobrinos Godofredo y Jorge y las familias de ambos.
Germana murió en el castillo de Schwertberg. Fue enterrada inicialmente en el cementerio de la localidad, pero en 2008 su cuerpo, las de sus hermanas y su madre fueron trasladadas a San Gilgen.